# Homorganicidad
La homorganicidad es una relación entre dos sonidos de una lengua, concretamente, dos sonidos son homorgánicos si usan las mismas partes de la lengua u otros órganos articuladores, así [b] y [m] son homorgánicas porque usan una oclusión labial, pero difieren en nasalidad ([b] es [-nasal] y [m] es [+ nasal]).
Los procesos de asimilación fonética frecuentemente resultan en grupos o secuencias de consonantes que son homorgánicas.
- Datos: Q5891600